# Lena Müller
Lena Müller (Duisburgo, 16 de junio de 1987) es una deportista alemana que compitió en remo.
Ganó cinco medallas en el Campeonato Mundial de Remo entre los años 2009 y 2015, y dos medallas de plata en el Campeonato Europeo de Remo entre los años 2013 y 2014.
Participó en los Juegos Olímpicos de Londres 2012, ocupando el sexto lugar en la prueba de doble scull ligero.

## Palmarés internacional
| Campeonato Mundial | Campeonato Mundial        | Campeonato Mundial | Campeonato Mundial      |
| Año                | Lugar                     | Medalla            | Prueba                  |
| ------------------ | ------------------------- | ------------------ | ----------------------- |
| 2009               | Poznań (Polonia)          | Medalla de oro     | Cuatro scull ligero     |
| 2010               | Cambridge (Nueva Zelanda) | Medalla de oro     | Cuatro scull ligero     |
| 2011               | Bled (Eslovenia)          | Medalla de bronce  | Scull individual ligero |
| 2013               | Chungju (Corea del Sur)   | Medalla de bronce  | Doble scull ligero      |
| 2015               | Aiguebelette (Francia)    | Medalla de oro     | Cuatro scull ligero     |
| Campeonato Europeo |                           |                    |                         |
| Año                | Lugar                     | Medalla            | Prueba                  |
| 2013               | Sevilla (España)          | Medalla de plata   | Doble scull ligero      |
| 2014               | Belgrado (Serbia)         | Medalla de plata   | Doble scull ligero      |